# Егемен Казакстан
«Егемен Казакстан» (каз. Egemen Qazaqstan / Егемен Қазақстан [jɪɡjɪˈmjɪn qɑzɑqˈstɑn] — «Суверенный Казахстан») — газета, выпускаемая в Казахстане.

## История
История «Егемен Казакстан» начинается с выпуска газеты «Ұшқын» («Искра») 17 декабря 1919 года в городе Оренбург. Позднее название газеты неоднократно менялось. Издание выпускалось под названиями: «Еңбек туы» («Знамя труда») в 1920 году, «Еңбекші қазақ» («Казах-рабочий») в 1921 году, «Социалды Қазақстан» («Социальный Казахстан») в 1932 году. А в 1937 году газету переименовали в «Социалистік Қазақстан» («Социалистический Казахстан»), и под этим названием она выходила в свет 54 года.
В 1991 году, когда оставались считанные месяцы до провозглашения республикой независимости, газета была переименована в «Егеменді Қазақстан».
В этот период газету возглавлял известный писатель, публицист Шерхан Муртаза.
«Егеменді» было новым словом, только входящим в обиход употребления и ознаменовавшим наступление новой эры. 1 января 1993 года после широкого обсуждения, по предложению главного редактора газеты Абиша Кекильбаева из первого слова названия было убрано окончание «-ді», и название газеты изменилось на «Егемен Қазақстан». 20 марта 2018 года вместо кириллического названия на обложке издания стал использоваться латинизированный вариант «Egemen Qazaqstan»

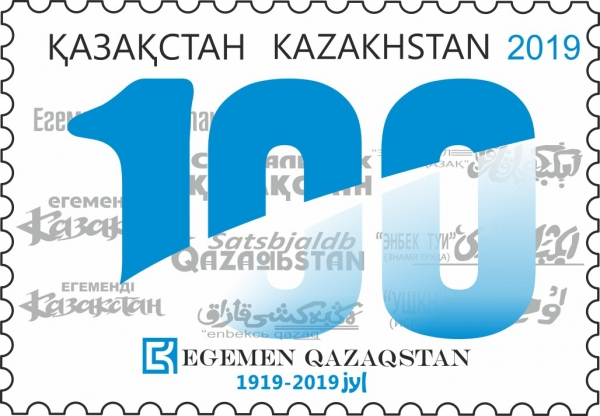
Почтовая марка Казахстана 2019 года, посвящённая 100-летию газеты

С сентября 2016 года издание начало выпускаться под новым дизайном в цветном формате.
С момента начала выпуска вместе с переносом столицы Казахстана менялось и расположение главного офиса газеты. В разные периоды редакция располагалась в Кызылорде и Алматы. В 1999 году редакция переехала в город Астану, новую столицу Казахстана.
Ныне главный офис газеты располагается по адресу: город Астана, ул. Егемен Казакстан, дом 5/13. Здание было построено специально для редакции газеты.
С самого начала выпуска в издании работали, возглавляли и публиковали свои труды видные общественные деятели, известные публицисты. В их числе такие личности, как Смагул Садвакасов, Жусипбек Аймаутов, Бейимбет Майлин, Сакен Сейфуллин, Мухтар Ауэзов, Турар Рыскулов, Ораз Джандосов. Уже в новую эпоху газету «Егемен Казакстан» возглавили такие публицисты, как: Сапар Байжанов, Балгабек Кыдырбекулы, Шерхан Муртаза, Абиш Кекильбаев, Нурлан Оразалин, Саутбек Абдрахманов.
Газета имеет сеть собственных корреспондентов по всем областям республики, а также филиал в городе Алматы. В акционерном обществе «Егемен Қазақстан» работает более 100 человек.

## Достижения
Творческой коллектив газеты «Егемен Казакстан» награждён многочисленными государственными наградами. В 1957 году газета награждена орденом Трудового Красного Знамени, а в 2019 году удостоена Благодарности Президента Республики Казахстан в области средств массовой информации за значительный вклад в развитие средств массовой информации страны. В редакции работают журналисты, обладатели Президентской премии в области СМИ, 7 обладателей президентских грантов в области СМИ, лауреаты премии «Дарын», международной премии «Алаш», премии Союза журналистов Казахстана, премии партии «Нур Отан» в сфере журналистики, лауреаты международного фестиваля творческой молодежи «Шабыт», премии С. Бердыкулова в области спортивной журналистики. Ряд журналистов удостоены звания «Заслуженный деятель РК», почетного знака «Деятель сферы печати и полиграфии», среди них есть обладатели ордена «Курмет», медали «Ерен еңбегі үшін», медали «Қазақстан Тәуелсіздігіне 20 жыл», медали Президента РК «Астана», медали «Қазақстан Халықтарының ассамблеясына 20 жыл» и других наград.

## Госзаказ
Осуществляет госзаказ. В 2015 году издание «Егемен Казакстан» получило по госзаказу 962 млн тенге.

## Дополнительные сведения
Указы Президента РК; постановления Правительства; законы, принятые Парламентом; правовые акты, и другие официальные документы публикуются на сайте и страницах газеты «Егемен Казакстан». Газета обладает правом публикации результатов Единого национального тестирования (ЕНТ).

## Руководители
- Халел Есенбаев (1892—1938) — (07.1919-02.1920)
- Тамимдар Сафиев (1892-?) — (02.1920-04.1920)
- Бернияз Кулеев (1899—1923) — (04.1920-10.1920)
- Смагул Садвакасов (1900—1933) — (01.1921-02.1921) (01.1925-04.1926).
- Жусипбек Аймауытов (1889—1931) — (02.1921-10.1921).
- Мухтар Ауэзов (1897—1961) — (11.1921-12-1921)
- Абдырахман Байдилдин (1891—1931) — (01.1922)
- Бейимбет Майлин (1894—1939) — (1922)
- Сакен Сейфуллин (1894—1939) — (1922-04.1924)
- Молдагали Жолдыбаев (1887—1938) — (04.1924 — 12.25.1924)
- Турар Рыскулов (1894—1938) — (04.1926-06.1926)
- Ораз Джандосов (1889—1938) — (06.1924-07.1926)
- Ораз Исаев (1899—1938) — (07.1926-08.1926)
- Габбас Тогжанов (1900—1937) — (08.1925 — 05.1932)
- Айтмухамед Мусин (1899—1938) — (06.1932-03.1934)
- Габит Мусрепов (1902—1984) — (03.1934-05.1936)
- Жанайдар Садуакасов (1898—1938) — (06.1936-09.1936)
- Жусипбек Арыстанов (1904—1992) — (06.1937-06.1938)
- Сактаган Байишев (1909—1982) — (09.1938 −12.1941)
- Амир Канапин (1913—1998) — (01.1941-11.1942)
- Балтабек Асанов (1907—1979) — (1942—1949)
- Касым Шарипов (1912—1984) — (03.1949-12.1951) (08.1955-09.1960)
- Кабыл Бекмуратов (1914—1980) — (12.1951-1952)
- Гумар Аккулов (1912—1957) — (1952—1955)
- Кенесбай Усебаев (1914—1995) — (1960—1969)
- Узак Багаев (1930—1973) — (1969—1973)
- Сапар Байжанов (1930—1999) — (11.1973-02.1983)
- Балгабек Кыдырбекулы (1929—1995) — (04.1983-01.1987)
- Корик Дуйсеев (1936) — (01.1987-11.1989)
- Шерхан Муртаза (1932) — (11.1989-10.1992)
- Абиш Кекилбаев (1939) — (10.1992-01.1993)
- Нурлан Оразалин (1947) — (10.1993-07.1996)
- Уалихан Калижан (1948) — (07.1996-12.1998)
- Ержуман Смайыл (1948) — (12.1998-12.2000) (2003—2004)
- Сауытбек Абдрахманов (1951) — (2000—2003) (2004-04.2016)
- Еркин Кыдыр (1962) — (04.2016-07.2016)
- Дархан Кыдырали (1974) — (07.2016 —09.2022)
- Дихан Қамзабекұлы (1966) — (09.2022 - н.в.)